# Помпі (Нью-Йорк)
Помпі (англ. Pompey) — місто (англ. town) в США, в окрузі Онондага штату Нью-Йорк. Населення — 7080 осіб (2010).

## Демографія
Згідно з переписом 2010 року, у місті мешкало 7080 осіб у 2509 домогосподарствах у складі 2021 родини. Було 2627 помешкань
Расовий склад населення:
| - 94,4 % — білих - 2,8 % — азіатів - 0,8 % — чорних або афроамериканців - 0,3 % — корінних американців - 0,1 % — вихідців з тихоокеанських островів |

До двох чи більше рас належало 1,4 %. Частка іспаномовних становила 1,5 % від усіх жителів.
За віковим діапазоном населення розподілялося таким чином: 27,3 % — особи молодші 18 років, 60,1 % — особи у віці 18—64 років, 12,6 % — особи у віці 65 років та старші. Медіана віку мешканця становила 43,2 року. На 100 осіб жіночої статі у місті припадало 101,9 чоловіків;  на 100 жінок у віці від 18 років та старших — 100,5 чоловіків також старших 18 років.
Середній дохід на одне домашнє господарство  становив 150 235 доларів США (медіана — 111 049), а середній дохід на одну сім'ю — 159 764 долари (медіана — 114 007). Медіана доходів становила 75 083 долари для чоловіків та 64 181 долар для жінок. За межею бідності перебувало 3,5 % осіб, у тому числі 4,5 % дітей у віці до 18 років та 0,0 % осіб у віці 65 років та старших.
Цивільне працевлаштоване населення становило 3672 особи. Основні галузі зайнятості: освіта, охорона здоров'я та соціальна допомога — 28,8 %, будівництво — 11,9 %, науковці, спеціалісти, менеджери — 11,0 %.